# Lotzdorf
Lotzdorf ist ein in der gleichnamigen Gemarkung gelegenes Dorf in Radeberg im Landkreis Bautzen in Sachsen. Lotzdorf ist seit 1. Januar 1920 keine Gebietskörperschaft mehr und besitzt keinen Ortsteilstatus im Sinne der kommunalrechtlichen Untergliederung, hat jedoch seine eigene Gemarkung behalten.

## Geographie
Lotzdorf befindet sich etwa anderthalb Kilometer nordwestlich des Stadtzentrums von Radeberg. Die Gemarkung gehört zum Gebiet der Radeberger Kernstadt. Im Nordwesten grenzt es an Radeberger Ortsteil Liegau-Augustusbad, im Norden an die Wachauer Ortslage Feldschlößchen. Westlich benachbart liegt die Dresdner Heide.
Der Dorfkern befindet sich entlang der Lotzdorfer Straße in einem nach Nordwesten abfallenden rechten Seitental der Großen Röder, die die Dorfflur von Süden nach Norden in weiten Bögen durchfließt. Weite Teile der 483 Hektar (Stand: 1900) großen Flur werden landwirtschaftlich genutzt. Kleinere Randbereiche, unter anderem im Rödertal, sind mit Mischwald bestanden. In Lotzdorf befindet sich mit der Ludwig-Richter-Schule eine von zwei Mittelschulen Radebergs. Am rechten Ufer der Großen Röder liegt auf der Langen Aue die städtische Kläranlage, der Abwasserzweckverband Obere Röder hat hier seinen Sitz. Auf Lotzdorfer Flur liegen an der Großen Röder drei historische Wassermühlen, deren Namen je nach Besitz-Verhältnissen oft wechselten:
- die Talmühle (frühere Namen: Ulbrichtsmühle, Lotzdorfer Grundmühle)
- die vom Epilepsiezentrum Kleinwachau heute als Wohnheim genutzte Tobiasmühle und die
- Rasenmühle (auch Lotzdorfer Mühle genannt).

## Geschichte

### Frühgeschichte
Das Gebiet von Lotzdorf war bereits in der Bronzezeit bewohnt, wovon mehrere Siedlungsfunde zeugen. Von überregionaler wissenschaftlicher Bedeutung für die Erforschung der frühgeschichtlichen Besiedlung ist der von Günter Krause gefundene und mit Rudolf Limpach u. a. Mitgliedern der Fachgruppe Heimatforschung im Kulturbund der DDR, Ortsgruppe Radeberg, geborgene und untersuchte spätkaiserzeitlich-völkerwanderungszeitliche Hortfund mit Eisengeräten und einem Backofen aus spätgermanischer Zeit, auf einer Anhöhe etwa 400 Meter westlich der Lotzdorfer Tobiasmühle.
Aufgrund der wissenschaftlichen und überregionalen Bedeutung dieses Fundes hatte 1962 das Landesmuseum für Vorgeschichte Dresden die Leitung der weiteren Ausgrabungen und die Konservierung übernommen. Dieser Hortfund ist kein Depotfund, sondern ein Siedlungsrest.

### Ortsgeschichte

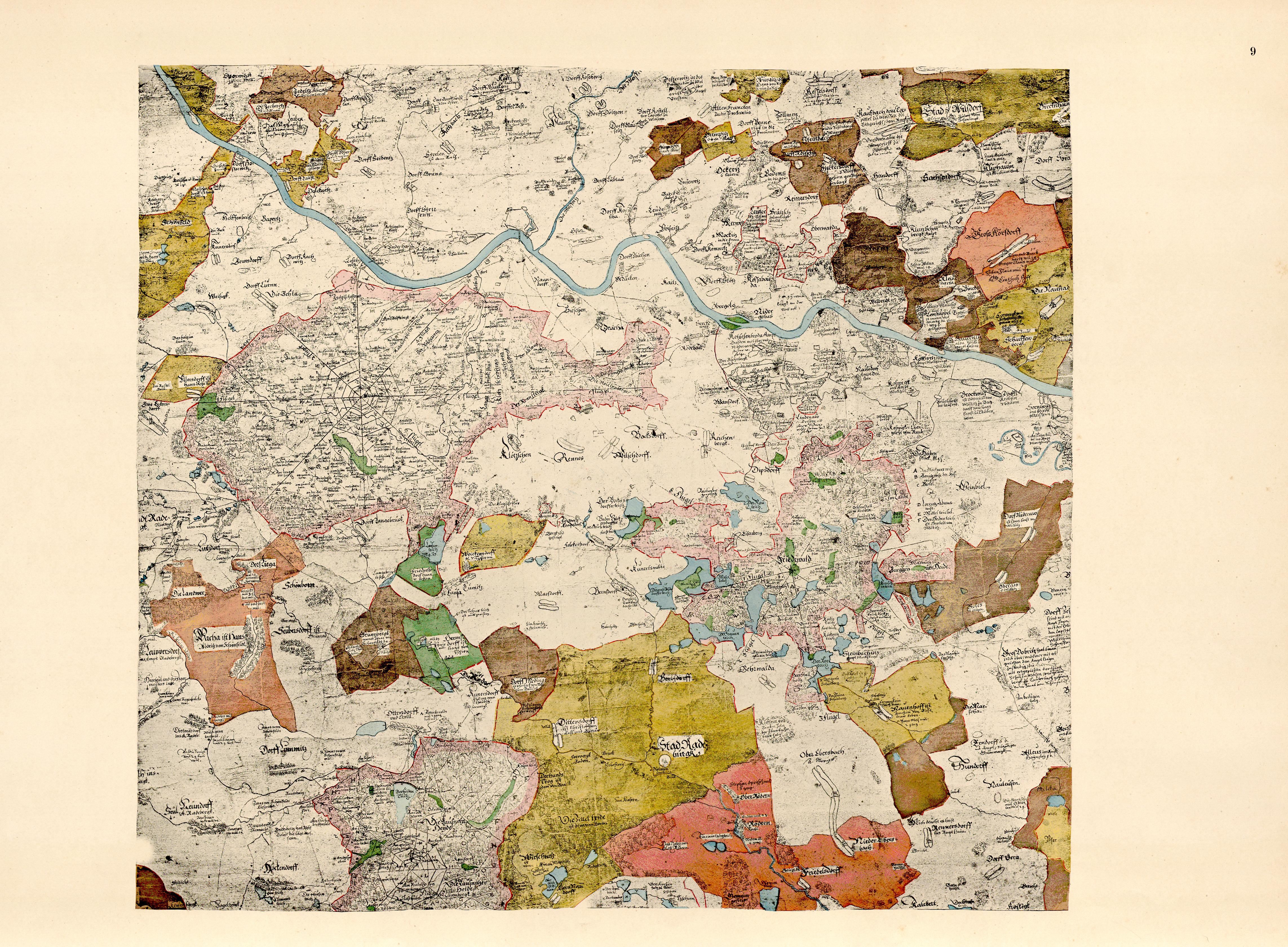
Lotzdorf (am linken Kartenrand) um 1590; Karte von Mathias Oeder. Achtung: Karte ist gesüdet, d. h. Norden ist unten, Osten ist links

Erstmals urkundlich erwähnt wurde Lotzdorf im Jahre 1341 als Locensdorf. Es ist ein zweizeiliges Reihendorf mit der Anlage eines Waldhufendorfes mit der für diese Ansiedlungsform typischen Einteilung der parzellierten Fluren hinter den Höfen, überwiegend quer zum langgestreckten Dorf. Der Ortsname geht wahrscheinlich auf den Vornamen des Lokators Lutz/Lotz/Lotze zurück, bedeutet also Ludwigsdorf. Der Name des Dorfes wandelte sich im 14. und 15. Jahrhundert unter anderem über die Formen Oczensdorf, dy Luzze (die Lutze), Luczinstorff und Lutzdorf (Matthias Oeder) hin zur heutigen, bereits 1551 bezeugten Bezeichnung.
Das von den Neusiedlern gerodete Land wurde in Hufen aufgeteilt, die Bauern erhielten ihre Hufe entweder als Lehen oder als zu erwerbenden Besitz (Hufenland) angeboten. Damit erwarben die Lotzdorfer Bauern das Bauernrecht, d. h. ein in der Dorfordnung fixiertes Recht einer bäuerlichen Gemeinde einschließlich der Nutzung der Allmende. Sie waren nicht Untertanen eines adligen Rittergutsbesitzers oder Grundherren, sondern unterstanden als Amtsdorf dem Amt Radeberg (das als unmittelbare Vertretung des Landesherrn fungierte), nicht aber der Stadt Radeberg.

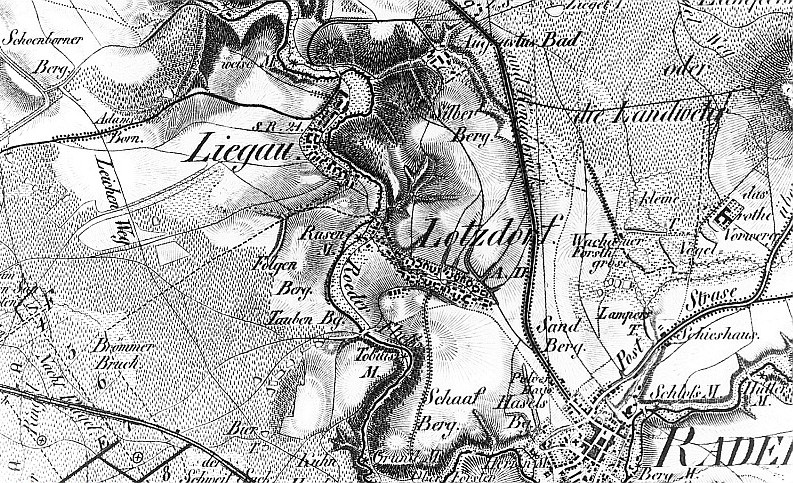
Lage von Lotzdorf, Karte aus dem 19. Jahrhundert

Lotzdorf war seit seiner Gründung Teil des Kirchensprengels Radeberg im Erzdiakonat Nisan und nach Radeberg eingepfarrt.
Im Zuge der Industrialisierung Radebergs in der Gründerzeit ab der 2. Hälfte des 19. Jahrhunderts entwickelte sich Lotzdorf mehr und mehr zum Arbeiterwohnort der nahen Industriestadt Radeberg, so dass sich der Dorf-Charakter mit der Stadt vermischte. Beide Gemeinden wuchsen infolge der Wohn-Bebauung des Communicationsweges zwischen Lotzdorf und Radeberg (Teil der heutigen Badstraße und Dr.-Rudolf-Friedrichs-Straße, diese ist eine der Grenzstraßen zwischen den Gemarkungen Radeberg und Lotzdorf) auch territorial näher zusammen.
Lotzdorf war bis zum 31. Dezember 1919 (auf Grundlage der Landgemeindeordnung von 1838) eine selbständige Gemeinde mit Gemeindevorstand, Polizeilicher Aufsicht, Standesamt und „Gemeinsamer Gemeindekrankenversicherung Lotzdorf und Liegau“. Es unterstand gerichtlich und grundherrschaftlich dem Amt Radeberg und verwaltungsmäßig (bis 1918) der „Königl. Amtshauptmannschaft Dresden-Neustadt“.

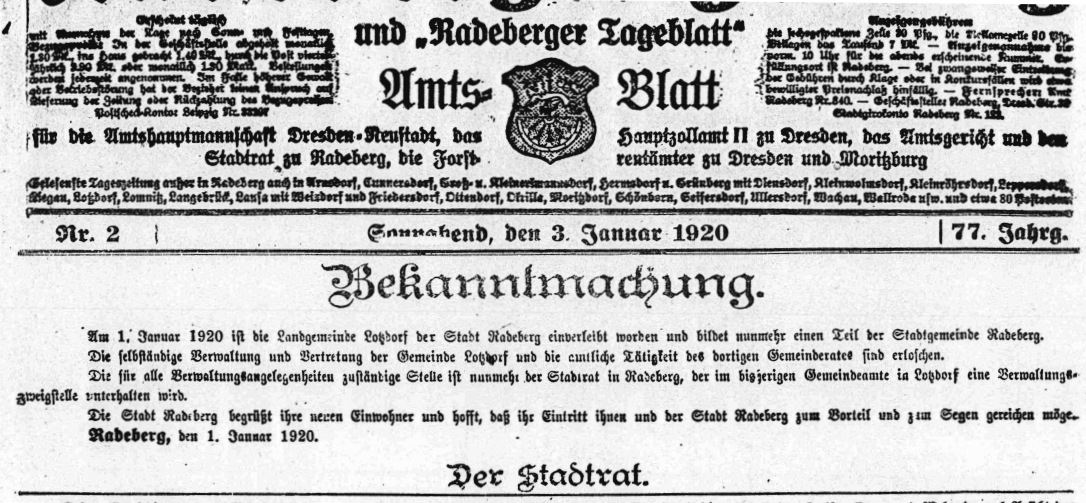
Amtliche Bekanntmachung über die Vereinigung Radeberg und Lotzdorf 1920

Zum Stichtag 1. Januar 1920 haben sich die beiden politischen Gemeinden Radeberg und Lotzdorf vereinigt. Es erfolgte keine Eingemeindung, sondern nach damaligem Sprachgebrauch eine „Einverleibung“. Jegliche gebietskörperschaftliche, öffentlich- und privatrechtliche, gemeindliche und politische Funktionen und Stellungen der Gemeinde Lotzdorf sind zu diesem Zeitpunkt erloschen, die bisherigen gemeindlichen Vertretungen Lotzdorfs wurden ersatzlos aufgelöst. Alle diesbezüglichen Rechte und Verbindlichkeiten sowie das gesamte bewegliche und unbewegliche Vermögen der Landgemeinde Lotzdorf sind zum Stichtag auf die Stadtgemeinde Radeberg übergegangen.
Der Flurbezirk Lotzdorf ist unter Beibehaltung seiner bisherigen Flurstück-Nummern in den Gemeinde- und Flurbezirk Radeberg eingeordnet worden, so dass nach der Vereinigung 1920 in der neuen, vergrößerten Stadtgemeinde Radeberg zwei Flurbezirke bzw. Gemarkungen (Flur Radeberg und Flur Lotzdorf) mit ihren jeweils eigenen Flurstück-Nummern existieren. Somit können Flurstück-Nummern in der heutigen Stadt Radeberg doppelt vorkommen, sofern man die Gemarkung nicht mit anfügt.

### Schulgeschichte
1828 begannen die Gemeinden Liegau und Lotzdorf den Neubau eines gemeinsamen massiven Schulhauses auf einem der Gemeinde Lotzdorf gehörenden Grundstück (heute Lotzforfer Straße 50). Die Einweihung erfolgte am 13. Mai 1829 als Schule für den gemeinsamen Schulbezirk Lotzdorf und Liegau.
Dieses erste eigene Lotzdorfer Schulhaus (auch für Liegau) hatte bis 1884 in dieser Funktion Bestand. 1884 ist in Lotzdorf ein neues Schulgebäude für den Schulbezirk Lotzdorf / Liegau erbaut worden, das bis heute mehrmals durch An- und Neubauten erweitert wurde. Bis zum Neubau einer eigenen Schule in Liegau und der Bildung eines eigenen neuen Schulbezirkes 1896 gehörten die Liegauer Kinder zum Schulbezirk Lotzdorf und wurden in Lotzdorf eingeschult.
Gemäß § 2 des Ortsgesetzes zur Vereinigung Radeberg – Lotzdorf ist 1920 ein separater „Vertrag über die Einverleibung der Schulgemeinde Lotzdorf“ nach Radeberg abgeschlossen worden.
1946 erhielt die Schule den Ehrennamen Ludwig Richters, heute trägt sie den Namen „Ludwig-Richter-Schule / Oberschule“.

### Beherbergungen
In der Blütezeit des „Radeberger Bades“ (des späteren Augustusbades) etwa ab Ende des 18. Jahrhunderts wurde Lotzdorf wegen seiner unmittelbaren Nähe zum Bad und der landschaftlichen Schönheit der Röder-Auen zwischen Lotzdorf und Liegau zum beliebten und kostengünstigen Beherbergungs-Ort für wohlhabende und auch berühmte Kurgäste, die hier regelmäßig und wiederholt ganze Sommer über im Beisein ihrer Familien „kurten“. Zwischen 1808 und 1816 hielt sich Gerhard von Kügelgen 4 Sommer lang hier auf und wohnte mit Ehefrau Helene Marie Zoege von Manteuffel und Sohn Wilhelm von Kügelgen im nahen Lotzdorf.

## Landwirtschaft
Die Dorfbewohner betrieben Landwirtschaft als Einkommensquelle, im Dorfkern blieben mehrere alte Bauerngehöfte mit Gebäuden aus dem frühen 19. Jahrhundert erhalten. In Lotzdorf befanden sich außer den 3 Mühlen auch ein seit dem 16. Jahrhundert nachweisbares Freigut und ein Armenhaus.
In der Zeit der DDR war die bereits 1953 gebildete LPG „Junge Garde“ mit anfangs nur 63 ha der bestimmende landwirtschaftliche Betrieb in Lotzdorf. Diese LPG schloss sich später mit der LPG der Nachbargemeinde Leppersdorf zusammen und umfasste unter dem neuen Namen „Einigkeit“ (Typ III) ca. 1100 ha. Am 1. März 1959 wurde die zweite LPG „Saatbau“ (Typ I) mit 271 ha gebildet.

## Industrie

### Die Ziegelei Lotzdorf
Seit 1811 ist eine Ziegelei nachgewiesen. Diese wurde aus der zur Ziegelei gehörenden „wandernden“ Tongrube westlich der Badstraße beliefert, d. h. die alte, ausgebaggerte Seite wurde im ähnlichen Volumen wie die meist gegenüber liegende, neu ausgebaggerte Seite wieder verfüllt. Etwa ab Beginn des 20. Jahrhunderts wurde die Lotzdorfer Ziegelei auf hohes technisches Niveau gebracht. Dazu gehörten u. a.
- ein Eimerkettenbagger mit Schienenfahrwerk für Hoch- und Tiefschnitt von einer Standsohle aus,
- eine Feldbahn-Anlage vom Bagger über Kollergang, Pressenhaus, Ringofen bis zu den Trockenschuppen mit mehreren Drehscheiben,
- ein mit einem 677 m2 großen Trockenboden überbauter Ringofen mit 14 Brennkammern zu je 8.000 Ziegeln auf etwa 450 m2 bebauter Fläche,
- ein 25 m hoher Schornstein,
- ein mit einer 60 PS starken Dampfmaschine betriebenes Pressenhaus,
- mehrere Lager- und Trockenschuppen und
- ein mittels (zeitweise) 2 Winkrafträdern angetriebenes Wasser-Pumpensystem zur Förderung des Brauchwassers sowie zur unterirdischen Ableitung des aus der unteren Sohle der Tongrube abzupumpenden überschüssigen Grundwassers in den Liegauer Tannengrund.

Nach der Inkorporation Lotzdorfs nach Radeberg am 1. Januar 1920 wurde die auf der Gemarkung Lotzdorf befindliche Ziegelei in Ziegelwerk Radeberg Lotzdorf umbenannt.
Ab 1946 bis etwa 1955 produzierte die Ziegelei auch Nasspresssteine als Brennstoff für Heizzwecke.
1960 hatte die Ziegelei 20 Beschäftigte und produzierte etwa 2,2 Millionen Ziegel. Wegen fehlender Arbeitskräfte ist die Ziegelei 1963 stillgelegt worden. Heute erinnern nur noch das in 2 Ebenen existierende, 2,5 ha große Baggerloch (die untere Ebene bildet der heute nur noch etwa 0,7 ha große Ziegeleiteich, einige Gebäude-Reste sowie der zurückgebaute Schornstein) an das Ziegelwerk Radeberg Lotzdorf.

### Weitere Betriebe
1869 gründete Carl Barth an der Flurgrenze zu Lotzdorf die zu Radeberg gehörende „Nähmaschinenschiffchen-Fabrik Carl Barth“, später als „VEB Mechanische Werkstätten Radeberg“ bekannt. Um 1895 gründete Franz Schueller in der ihm gehörenden und in der Anfangszeit auch als Gaststätte genutzten Lotzdorfer „Thalmühle“ eine Metallbearbeitungs-Fabrik, die u. a. auch Nähmaschinenschiffchen herstellte.
1890 verlegte die „Deutsche Patentfeilenfabrik Meyer, Focke & Co.“ ihren Firmensitz von Dresden in ihren Neubau nach Lotzdorf, wo sie ab 1904 als „Deutsche Patentfeilenfabrik Dr. Georg Schmidt, Lotzdorf“ ihre größte Ausbaustufe erreichte und unter verschiedenen Firmierungen und Besitzverhältnissen bis 1970 existierte.
Auf Lotzdorfer Flur befinden sich am rechten Ufer der Großen Röder das Klärwerk Radeberg und der Hauptsitz des Abwasserzweckverbandes „Obere Röder“, zu dem neben Radeberg die Gemeinden Arnsdorf, Wachau, Großröhrsdorf und Großharthau mit ihren Ortsteilen gehören.
Nach der Wende entstanden im Osten der Flur das „Gewerbegebiet Badstraße“ und ein (zum großen Teil auf den Flächen des ehemaligen Ziegelwerkes Radeberg Lotzdorf liegendes) Einkaufszentrum, das nach dem grundlegenden Umbau seit dem 5. November 2020 den Namen SILBERBERG CENTER trägt.

## Einwohnerentwicklung
| Jahr | Einwohner                                 |
| ---- | ----------------------------------------- |
| 1551 | 25 besessene Mann, 1 Häusler, 19 Inwohner |
| 1764 | 21 besessene Mann, 16 Häusler             |
| 1834 | 398                                       |
| 1871 | 421                                       |
| 1890 | 772                                       |
| 1895 | 1.282                                     |
| 1900 | 1.445                                     |
| 1910 | 1.661                                     |
| 1920 | ca. 1.600, Eingliederung nach Radeberg    |

## Gedenkstätten

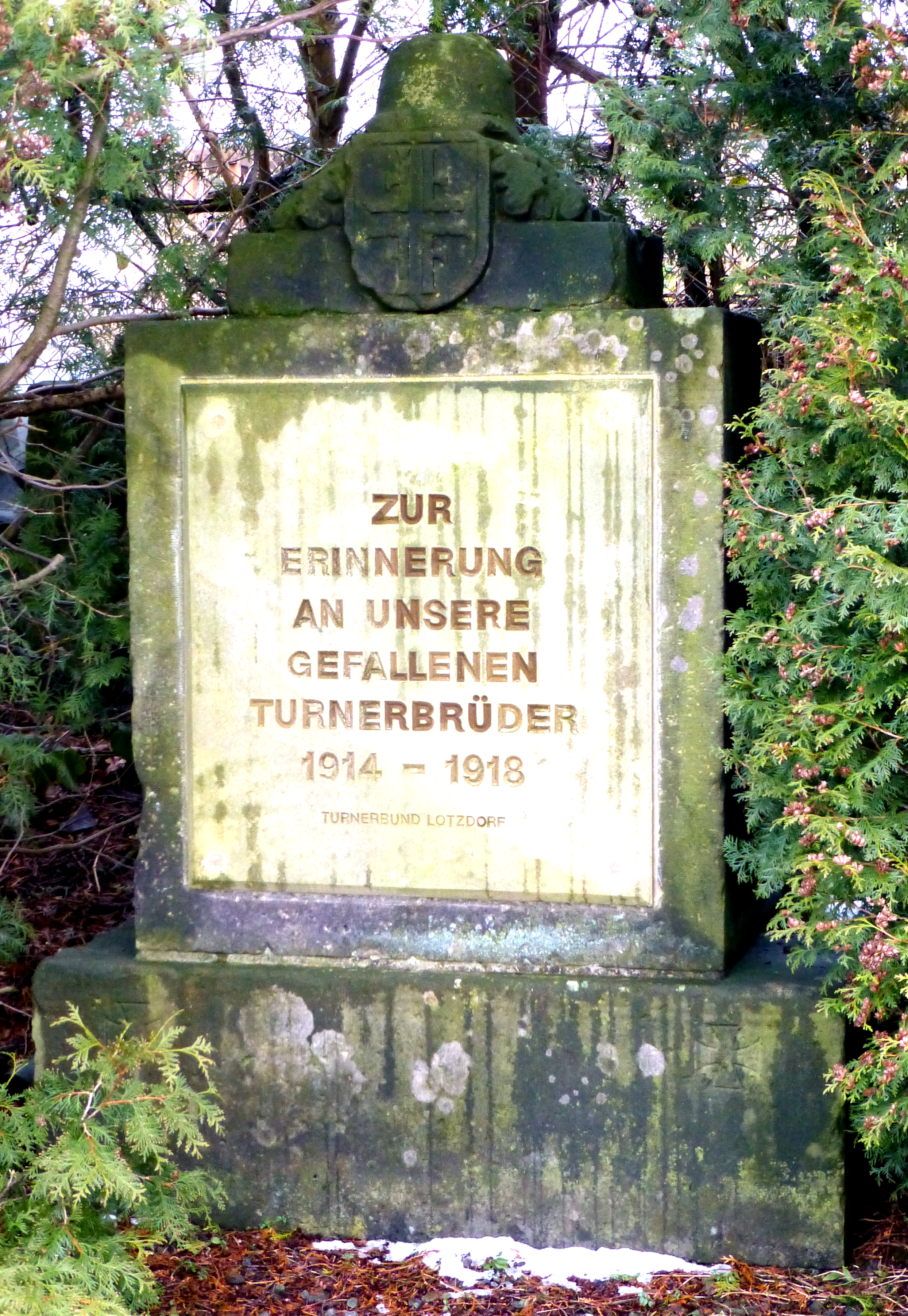
Ehrenmal Turnerbund Lotzdorf

An der Lotzdorfer Straße befindet sich ein 1959 errichteter Gedenkstein für Ernst Thälmann, der bis zur Wende als Pionierobjekt durch Schüler der Ludwig-Richter-Schule gepflegt wurde. Das letzte Relief Thälmanns fertigte der Lotzdorfer Gießereiarbeiter Augustin Wenzl an.
An die einheimischen Opfer des Ersten Weltkriegs erinnern das Kriegerdenkmal Lotzdorf und das vom „Turnerbund Lotzdorf“ errichtete Denkmal.